# TT48

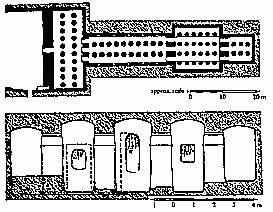
Plan und Schnitt des Grabes

Das Grab TT48 (engl. Theban Tomb 48 = Thebanisches Grab Nr. 48) befindet sich in der Nekropole von el-Chocha in Theben-West in Ägypten. Es stammt aus der 18. Dynastie und gehörte Amenemhet Surer, dem Oberdomänenvorsteher unter Amenophis III. Das unfertig gebliebene Grab zählt mit einer Länge von 63 Metern zu den größten Privatgräbern dieser Zeit.

## Grab
Das Grab des Amenemhet-Surer befindet sich östlich von Grab Nr. 178 und besteht aus vier aufeinanderfolgenden Säulensälen: ein Portikus, eine Längshalle, ein Innensaal und ein vierter unfertiger Kultraum.
Der Portikus mit 2 × 10 kannelierten Säulen bildet den südlichen Eingangsbereich des Grabes. Die Südwand zeigt den Grabherrn in Anbetung der Götter Geb, Nut, Isis und Osiris. In einer anderen Szene erscheinen Opferträger vor Amenemhet-Surer und seiner Mutter Mut-tuj. Die linke und rechte Schmalseite zeigen Amenophis III. beim Feiern eines Erntefestes, opfernd und beim Anbeten der Götter. Auf der Nordwand sind weitere Szenen mit Amenophis III. dargestellt. Amenemhet-Surer erscheint mit Fächerträgern und Geschenke darbringenden Dienern vor dem König, der in einem Kiosk sitzt. Andere Szenen zeigen den König beim Erschlagen der Feinde oder Statuen des Königs und der Königin Teje bei der Weihung. 
An die Querhalle schließt sich eine Längshalle mit zwei Reihen von jeweils zehn Papyrusbündelsäulen an. Einmalig ist der darauffolgend eingefügte Saal von 4 × 6 Zeltstangensäulen, der sonst nur im Ach-menu vorkommt.
Amenemhet-Surer scheint noch zu Lebzeiten von Amenophis III. in Ungnade gefallen zu sein, da sein Grab Opfer von Zerstörungen (Namenstilgung) wurde.